# شهرستان کلاکاماس (اورگن)
شهرستان کلاکاماس، اورگن (به انگلیسی: Clackamas County, Oregon) شهرستانی در ایالات متحده آمریکا است که در اورگن واقع شده‌است.

## خصوصیات
شهرستان کلاکاماس ۴٬۸۶۶٫۶۱ کیلومترمربع مساحت دارد.